# Веселянка (Запорожский район)
Веселянка (укр. Веселянка) — село,
Григоровский сельский совет,
Запорожский район,
Запорожская область,
Украина.
Код КОАТУУ — 2322182402. Население по переписи 2001 года составляло 944 человека.

## Географическое положение
Село Веселянка находится на левом берегу реки Конка,
выше по течению на расстоянии в 4,5 км расположено село Запорожец,
ниже по течению на расстоянии в 3,5 км расположено посёлок Речное,
на противоположном берегу — село Григоровка.
Вдоль русла реки сделано много прудов, которые по большей части уже пересохли.
Рядом проходит автомобильная дорога М-18 (E 105).

## История
Нынешнее село Веселянка возникло на землях бывшего Крымского ханства. Территория которого, согласно Кючук-Кайнарджийскому миру 1774 года, вошла в состав Российской империи. Заселение  новообразованной Таврической губернии особенно северной её части (Перекопского и Мелитопольского уезда) происходило, в основном, за счёт отставных солдат, государственных крестьян из русских и украинских губерний, беглых крепостных и крепостных крестьян введенными сюда в принудительном порядке русскими помещиками, а также русскими людьми, приглашенными в новую область из Молдавии и других частей султанской Турции. Уже в 1790 г. в Северной Таврии возникло около 40 сел и деревень, населенных русскими и украинскими государственными и помещичьими крестьянами, более или менее крупными среди которых была и деревня Веселая.
Вот как земли Восточного Ногая описывал шведский историк Иоганн Эрих Тунманн: " Эта обширная страна лежит на северной стороне Черного и Азовского морей и окружена со всех остальных сторон русскими владениями, от которых ее отделяют Каяли-Берт (каменистый Берт), иначе Большая Берда, Шилки-Су или Конские воды, сооруженная вдоль этих рек и между ними русская линия и, наконец, Днепр. Однако угол между Днепровским лиманом и Черным морем, на котором лежит Кильбуруни, по мирному договору 1774 г. принадлежит Российской империи. Восточный Ногай назывался также пустыней Огула. Русские называют его Крымской степью. Он приблизительно вдвое больше, чем Крым; прежде он был гораздо обширнее, чем теперь, но уже по Белградскому миру в 1739 г. более половины его отошло во владение русских. Вся страна представляет собою равнину, где едва на протяжении каждых шести миль встречается маленькая возвышенность. Гор совсем нет, разве только между Бердинкой и Буюк-Карзаком, у истоков Токмака и на Днепре, между Белозерской и Рогачиком. Здесь чувствуется также большой недостаток в пресной воде, особенно внутри страны; кроме Днепра, там нет судоходных и больших рек. Воды, которым дают названия рек, по большей части ручьи, впадающие в Днепр или в Мертвое, Гнилое и Азовское моря. Где их нет, обходятся колодезной водой, которая, однако, часто тоже плохи. Нигде нет также лесов, только кое-где встретишь кустарник. Но почва одна из самых прекрасных и плодородных. Спаржа, чеснок и лук растут в большом количестве в диком состоянии; тюльпаны здесь самые обычные цветы; персики, солодковый корень и стебель таволги встречаются часто. Трава растет выше роста человеческого. Все сорта хлебов здесь росли бы прекрасно, если бы ногайцы больше любили земледелие; более всего сеют они красное и желтое просо, очень крупнозернистое, служащее им ежедневной пищей, и ячмень, дающий несравнимый урожай и в большом количестве отправляемый в Константинополь для корма лошадей. Ботаники нашли бы здесь много прекрасных растений, но до сих пор ни один из них не попал в эти степи. Когда русские войска с обозом проходили но этим степям, топтали и мяли траву, то замечалось, что весь воздух был пропитан очень приятным, одуряющим, крепким запахом. Среди других здешних растений находят также то, из которого турки и татары делают свои фитили.
Большая часть степной травы очень груба, тан как тучная почва и сильная жара дают ей стремительный рост; в летние месяцы она совершенно высыхает и делается несъедобной. Ногайцы поэтому в июле и августе ее зажигают, чтобы старые растения не заглушали молодых. Климат для страны, лежащей под одной широтой с Женевой и Нантом, слишком суров. Часто холода начинаются с конца сентября. В 1735 г. холода, начавшиеся 13 октября, продолжались целых шесть недель и были очень суровы и жестоки. Вообще же зима сносна, но очень переменчива и сыра. Санная дорога редко бывает дольше пяти-шести недель. Однако реки, даже Днепр, а также Азовское море с частью Черного замерзают почти каждую зиму. Весной бывают частые бури, дождей мало, почему жирная почва скоро высыхает. Летние жары легко переносятся вследствие постоянно дующих в степях ветров; но если их против обыкновения нет, то жара очень чувствительна и вредна для здоровья. Грозы летом часты и сильны. Уже с первых дней августа ночи становятся очень холодными. Диких животных в этих степях много: кроме медведей, волков, буйволов, лосей, русаков, лисиц, барсуков, сурков, куниц, диких кабанов, оленей и диких коз, здесь есть также дикие лошади и дикие бараны. Обе эти породы водились  в здешних и соседних степях с древнейших времен. Шерсть диких лошадей в первые годы красноватая, затем делается мышиносерой с черным хвостом и гривой, с черной полосой по крестцу. Их очень трудно ловить, всего лучше они ловятся зимой. Они гораздо быстрее и значительно сильнее прирученных лошадей. Приручить их не удается или удается лишь с величайшим трудом. Они ходят табунами под предводительством самых сильных жеребцов. Ходячее мнение утверждает, что они происходят от русских лошадей, разбежавшихся во время осады Азова в 1697 г. Но Ян Красинский говорит о них уже в 1574 г., а за целых 2000 лет до него — Геродот. Дикие бараны (степные бараны — по-русски, у Страбона — «Колой») имеют шерсть, как у серны, но баранью морду с горбинкой; они блеют, как овцы, имеют очень гибкую верхнюю губу и еще более быстры, чем серны. Мясо их очень вкусно, шкура их может употребляться одинаково со шкурой серны. Они ходят стадами в несколько тысяч голов. Зайцы, рябчики, куропатки водятся в таком количестве, что русские во время их переходов по степям часто ловили их руками. Из насекомых здесь среди других встречаются тарантулы и червецы (Tscherwetze, Coccus poionorum). Летом степь бывает усеяна саранчой.
Кое-где по всей степи встречаются так называемые курганы. Это погребальные холмы команов (половцев), насыпанные из земли на значительную высоту. На вершине их находятся статуи из гипсового камня, находимого в этих местах в земле. Они изображены то стоящими, то сидящими, то лежащими, с лицом, всегда обращенным к востоку; некоторые имеют большие размеры и довольно хорошо выполнены, другие малы и плохи; они все изображены в одеянии, мужчины часто с оружием, с длинными усами; головные уборы женщин совсем особенные Часто рядом со статуей человека лежит статуя лошади. Кое-где находят статуи, обозначенные крестом. В этих могильных холмах лежат кости погребенных людей всегда обращенными к востоку; между костями, если это скелет мужчины, находят мечи, серебряные и золотые кольца, а если скелет женщины, то женские украшения. Находили там греческие монеты, так и различные золотые и медные с арабскими надписями. Вокруг обыкновенно лежат в земле кости и скелеты лошадей.
Реки, кроме упомянутых, т. е. Днепра, по-татарски Озу, Каялы-Берта (Большая Берда), Сут-Су или Молочных Вод и Шилки-Су или Конских вод, еще следующие, которые скорее можно назвать ручьями: Чокрак, Кара-Чокрак, Конлы или Бирлы; они впадают в Шилки-Су; Аджи-Су или Белозерска, Жирдширджик или Рогачик, Верхняя Каирка, Кесенды-Илга или Нижняя Каирка, Суват или Джутка, зеленая низина (Grund), по-русски Зеленая Долина, черная низина, по-русски Черная Долина — эти впадают в Днепр. Только один Канилчак или Колычка течет в Черное море. В Гнилое море впадают: Чокрак, Гюгюнли-Айри или Тевенгула, Бурака или Куру-Берак и Таше-Чекен. В Азовское море впадают: Жалинжис-Агадже или Яни-Багац, Этманлы, Вилюджик, Юченик или три малых Аши, Домуз-Ашилы или Бердинка, Отали-Бёрт, также Средняя Берда; Жалинжис-Бёрт, также Малая Берда; наконец, в Сут-Су также впадают Токмак, Сиври-Оба, Бузуллы, Бирлы-Ильга, Чюнгюл, Сут-Ютлюги и Отлуджик.
Эта страна имела почти всегда одинаковую судьбу с крымской равниной и жителей одних и тех же племен. Киммерийцы, скифы, сарматы (языги и роксоланы), аланы, готы, гунны, венгры и болгары и их потомки, торки и черные булгары или берендеи, печенеги, команы, татары и с ними одновременно немного казанов жили здесь одни за другими и здесь кочевали.
В последнее время страной владели татары, которых называют ногаями по имени одноименного знаменитого полководца, основавшего в этих местах в конце тринадцатого столетия свое собственное, но недолго существовавшее государство.
Ногайцы — сунитские магометане, как и крымцы, но у них очень ограниченные понятия о своей религиозной системе. Посты и другие обряды плохо соблюдаются. У них сохранилось много суеверий языческих монголов. Так, например, они все еще вешают лошадиные головы на заборы, считают каждый тринадцатый год несчастным и т. д. Но они не преследуют никого из-за его религии и совсем не стараются обращать других в свою веру.
Продукты своей страны они сбывают в крымские города и покупают там то, что им надо. Главные предметы сбыта составляют ячмень, просо, масло, мед, воск, шерсть, шкуры, ягнята н т. д. Товары эти грузятся преимущественно в Гезлеве и отправляются в Константинополь. Их быки и лошади покупаются больше всего русскими и поляками. После того как Кильбуруни перешел в руки русских, это место, вероятно, привлечет к себе большую часть ногайской торговли.
Страна эта совсем не имеет городов. Прежде было несколько на Днепре, но они разрушены".
Известную часть переселенцев в Таврическую губернию составляли казенные крестьяне Полтавской губернии, Ещё в 1812 г. в с. Усть-Азовское Днепровского уезда переселилось 96 крестьян Миргородского уезда. В 1820 г. предназначенные для поселения в с. Белозерка Днепровского уезда 17 душ крестьян Полтавской губернии остановились в казенном поселении Большой Токмак Мелитопольского уезда «с намерением заработать на хлеб», да так и остались в этом селении со своими семействами и обзавелись здесь хлебопашеством». В 1821 г. казенные крестьяне с. Ковали Хоровского уезда Полтавской губернии (37 душ) переселились в селение Малая Юзовка. В том же году группа крестьян (51 человек), отпущенных на волю по завещанию умершего помещика командора Темченко, переселилась в с. Серагозы, расположенное в северной Таврии. Переселение крестьян из Полтавской губернии в Таврию можно проследить но источникам и в последующие годы.
Точная дата основания села неизвестна, однако, первое упоминание на географических картах, как деревни Весёлая, относится к 1832 году.
26 марта 2022 года, в ходе вторжения России на Украину российские военные обстреляли запад Веселянки артиллерийскими снарядами. В результате обстрела несколько домов повреждены и непригодны для жизни.

## Экономика
- На территории села находится несколько фермерских хозяйств и продовольственных магазинов. Один магазин сельскохозяйственных приспособлений ранее являлся квартирами для учителей, позже — кафе.

## Объекты культурного наследия
- Братская могила советских солдат, погибших во время Второй мировой войны.

### Объекты социальной сферы
- Гимназия. Первый корпус был построен в 1882 году по инициативе графа Ивана Викторовича Канкрина, в 1899 и 1913 годах достраивались ещё корпуса;
  - Дом культуры. Бывший корпус школы;
  - Клуб, который работает в основном по праздникам. Бывший корпус школы;
- Храм в честь Богоявления Господня УПЦ (МП). Строился в 1893-1895 году, в 1897 году вокруг него было построено кирпичное ограждение. Иван Канкрин сделал значительный вклад в строительство храма. 1960-70-х годах храм пытались разрушить, даже растягивали его тракторами, в результате чего серьёзно повредили главный вход и снесли колокольню над ним. В начале 2000-х был частично отреставрирован[5]. Ныне церковь действует только по крупным христианским праздникам. В начале  февраля 2019 года храм получил новый купол[6]. На данный момент кирпичное ограждение, колокольня и большая часть главного входа отсутствует.
- Бывший туберкулёзный диспансер. Был построен примерно в 1899-1904 годах. Диспансер был закрыт в 2019 году, один из корпусов проработал до конца 2021. Существует версия, что Иван Канкрин жил в одном из корпусов больницы.